# 南比斯比 (亞利桑那州)
南比斯比（英語：South Bisbee）是位於美國亞利桑那州科奇斯縣的一個非建制地區。該地的面積和人口皆未知。

## 地理
南比斯比的座標為31°25′01″N 109°54′13″W / 31.41694°N 109.90361°W，而該地的平均海拔高度為1587米（即5207英尺）。